# Stina Johannes
Pour les articles homonymes, voir Johannes.
Stina Johannes, née le 23 janvier 2000 à Hanovre, est une footballeuse internationale allemande, qui joue au poste de gardienne de but au VfL Wolfsburg.

## Biographie

### En club
De 2016 à 2018, elle joue au FC Carl Zeiss Iéna. De 2018 à 2022, elle joue au sein du club SG Essen-Schönebeck. En 2022, elle part au Japon et passe trois mois dans l'équipe de Kobe. En juillet 2022, elle rejoint le club de Eintracht Francfort.

### En sélection nationale
En 2023, elle fait partie des 23 joueuses sélectionnées pour participer à la coupe du monde.